# Prvenstvo Ljubljanskog nogometnog podsaveza 1934./35.
Prvenstvo Ljubljanskog podsaveza za sezonu 1934./35. bilo je šesnaesto nogometno natjecanje u organizaciji Ljubljanskog nogometnog podsaveza.

## Novosti
U sezoni 1934./35., najbolji jugoslavenski klubovi ponovno igraju pretkolo prvenstva po skupinama, a po prvi puta iskazali su se i ljubljanski sastavi, Primorje, koje je u teškoj skupini s HAŠK-om, Građanskim i Ilirijom odigralo odlično, unatoč predsezonskim prognozama nogometne javnosti. Prvo je doma svladalo HAŠK, zatim je pred 4000 gledatelja nakon preokreta dobilo derbi s Ilirijom, da bi u trećem susretu golom velikog Građanskog bacili na koljena svog dugogodišnjeg oslonca Hermana Slamiča. Čak 400 Ljubljančana tada je otputovalo u Zagreb na četvrtu odlučujuću utakmicu protiv HAŠK-a. Predvođeni Rudolfom Makovcem i braćom Stankom i Josipom Bertonceljom, koji su u klub stigli godinu ranije iz Maribora, uspjeli su izvući 4:4 i tako osvojiti vrijedan bod, čime su klubu dvije utakmice do kraja osigurali plasman u završnicu državnog prvenstva. Time je podsavezno natjecanje ponovno iscrpljeno, a novi naslov prvaka zasluženo je osvojila favorizirana Ilirija koju je ponovno u borbi za naslov pratio mariborski Železničar, no zeleno-bijeli ni ovoga puta nisu iznenadili na kraju sezone. Hermes, za koji su igrali Oblak, Danev, Klančnik, Sočan, Košenina, Kretič, Derenda, Koprivec, Primar, Mokorel i Kariž, bio je nešto lošiji nego lani, ali je dobrim rezultatima u posljednjim kolima uspio izbjeći ispadanje. 

I drugi razred je bio vrlo raznolik, natjecalo se deset ekipa, a naslov je osvojila željezničarska ekipa Sloga, ispred Reke i Grafike, koja je potom u konkurenciji za prvaka drugog razreda eliminirala prvaka provincije Korotana iz Kranja. Bio je to prvi zapaženiji uspjeh jednog kluba iz provincije, a posebno se odrazio na napredak nogometa u Gorenjskoj, gdje su se formirala dva jaka centra u Kranju i Jesenicama, dok je konkurencija u Dolenjskoj i domžalsko-kamničkom području ostala na relativno niskoj razini. 

Poseban događaj sezone bilo je gostovanje jugoslavenske reprezentacije, koja je također prvi put predstavljena na slovenskom tlu. Jugoslavija je 9. prosinca na novom stadionu Ilirije svladala reprezentaciju LJNP rezultatom 3:0. Vrijedi spomenuti i nove terene koje su otvorili Jadran i Slovan, potonji prijateljskom utakmicom protiv jugoslavenskog ligaša Primorja.

Crno-bijeli su proljetos započeli pohod na završnicu državnog prvenstva u kojoj nisu bili preterano uspješni i na kraju su zauzeli pretposljednje mjesto.

## Ljestvica
| mj.     | klub               | ut. | pob. | ner. | por. | gol+ | gol- | kvoc  | bod |
| ------- | ------------------ | --- | ---- | ---- | ---- | ---- | ---- | ----- | --- |
| 1.      | Ilirija Ljubljana  | 14  | 10   | 2    | 2    | 59   | 19   | 3,105 | 22  |
| 2.      | Železničar Maribor | 14  | 10   | 2    | 2    | 39   | 26   | 1,500 | 22  |
| 3.      | Rapid Maribor      | 14  | 8    | 0    | 6    | 45   | 22   | 2,045 | 16  |
| 4.      | ČŠK Čakovec        | 14  | 5    | 4    | 5    | 30   | 27   | 1,111 | 14  |
| 5.      | 1. SSK Maribor     | 14  | 6    | 1    | 7    | 17   | 34   | 0,500 | 13  |
| 6.      | Hermes Ljubljana   | 14  | 4    | 1    | 9    | 27   | 37   | 0,729 | 9   |
| 7.      | SK Celje           | 14  | 3    | 3    | 8    | 21   | 39   | 0,538 | 9   |
| 8.      | Svoboda Maribor    | 14  | 2    | 3    | 9    | 24   | 58   | 0,413 | 7   |
|         |                    |     |      |      |      |      |      |       |     |
| Izvori: |                    |     |      |      |      |      |      |       |     |

|  | Ilirija Ljubljana postala je prvak podsaveza te se kvalificirala se za prednatjecanje za državno prvenstvo 1935./36. |

## Rezultati
Jesenji dio:

22. 9. 1934. Maribor – Svoboda 3:3; Celje – Rapid 1:0 

30. 9. 1934. Maribor – Ilirija 1:2; Celje – Hermes 3:2; Železničar – Rapid 4:1; ČŠK – Svoboda 9:0 

7. 10. 1934. ČŠK – Rapid 2:1; Svoboda – Celje 2:1; Ilirija – Hermes 2:0 

4. 11. 1934 Rapid – Svoboda 7:3; ČŠK – Železničar 2:1; Maribor – Celje 2:1 

11. 11. 1934. Hermes – Svoboda 4:1; Rapid – Ilirija 1:0; Železničar – Celje 3:2; ČŠK – Maribor 4:2 

18. 11. 1934. Ilirija – ČŠK 2:2; Maribor – Železničar 1:0 

25. 11. 1934. Ilirija – Železničar 7:2; Maribor – Hermes 2:1; ČŠK – Celje 1:1 

2. 12. 1934. Rapid – Hermes 5:0; Ilirija – Celje 4:2; Železničar – Svoboda 4:2; ČŠK – Hermes 2:1 

9. 12. 1934. Železničar – Hermes 6:3 

16. 12. 1934. Ilirija – Svoboda 13:1; Rapid – Maribor 5:0 

Proljetni dio:

17. 3. 1935. Svoboda – Maribor 4:2 

24. 3. 1935. Ilirija – Železničar 1:1 

24. 3. 1935. ČŠK – Svoboda 3:3 

31. 3. 1935. Hermes – Maribor 7:1; Železničar – Rapid 4:2 

7. 4. 1935. Svoboda – Celje 2:2 

14. 4. 1935. Rapid – Hermes 1:0; ČŠK – Celje 2:0 

28. 4. 1935. Maribor – Ilirija 1:0 

12. 5. 1935. Ilirija – Hermes 7:1; Železničar – ČŠK 3:1 

19. 5. 1935. Rapid – Svoboda 7:0; Celje – Maribor 3:1 

25. 5. 1935. Hermes – Celje 1:1; Rapid – ČŠK 5:0 

2. 6. 1935. Železničar – Svoboda 3:1; Ilirija – ČŠK 3:2 

16. 6. 1935. Železničar – Celje 4:1 

23. 6. 1935. Ilirija – Celje 7:1; Maribor – ČŠK 2:1 

7. 7. 1935. Ilirija – Rapid 4:1 

14. 7. 1935. Rapid – Celje 8:2 

Rezultati nepoznati:

Ilirija – Svoboda (?); Maribor – Rapid (?); Maribor – Železničar (?); Železničar – Hermes (?); ČŠK – Hermes (?); Hermes – Svoboda (?)

## 2. razred

### Maribor
| mj.     | klub               | ut. | pob. | ner. | por. | gol+ | gol- | Bod |  |
| ------- | ------------------ | --- | ---- | ---- | ---- | ---- | ---- | --- |  |
| 1.      | Građanski Čakovec  | 8   | 7    | 0    | 1    | 22   | 7    | 14  |  |
| 2.      | Mura M. Sobota     | 8   | 7    | 0    | 1    | 26   | 11   | 14  |  |
| 3.      | Drava Ptuj         | 8   | 3    | 0    | 5    | 20   | 17   | 6   |  |
| 4.      | SK Ptuj            | 8   | 3    | 0    | 5    | 20   | 20   | 6   |  |
| 5.      | Panonija M. Sobota | 8   | 0    | 0    | 8    | 1    | 34   | 0   |  |
|         |                    |     |      |      |      |      |      |     |  |
| Izvori: |                    |     |      |      |      |      |      |     |  |

## Poveznice
- Ljubljanski nogometni podsavez
- Prvenstvo Jugoslavije u nogometu 1934./35.
- Kvalifikacije za prvenstvo Jugoslavije u nogometu 1935./36.

## Vanjske poveznice
- Zgodovina nogometa v Kraljevini SHS/Jugoslaviji in v času okupacije
- Zbornik Medobčinske nogometne zveze Ljubljana 1920–2020
- RSSSF
- exYUfudbal